# 谢尔盖·尤里耶维奇·涅恰耶夫
谢尔盖·尤里耶维奇·涅恰耶夫（羅馬化：Sergey Yuryevich Nechayev；1953年6月2日—），俄罗斯外交官。

## 经历
出生于莫斯科，1975年毕业于米·瓦·罗蒙诺索夫命名的莫斯科国立大学，获德國學学位。1977年至1980年在苏联驻东德大使馆担任官员。1988年毕业于苏联外交部外交学院。2007年9月至2010年担任俄罗斯外交部第三欧洲司司长。
2009年12月16日获授友谊勋章。
2010年3月9日至2015年8月10日担任俄罗斯联邦驻奥地利特命全权大使。
从2018年1月10日起开始担任俄罗斯联邦驻德国特命全權大使。